# Wayne Hu
Wayne Hu est un cosmologiste actuellement en poste à l'université de Chicago. Il est spécialisé dans la physique des anisotropies du fond diffus cosmologique, à propos desquelles il a fait beaucoup de vulgarisation.